# Ночера-Суперіоре
Ночера-Суперйоре (італ. Nocera Superiore) — муніципалітет в Італії, у регіоні Кампанія, провінція Салерно.
Ночера-Суперйоре розташована на відстані близько 230 км на південний схід від Рима, 37 км на схід від Неаполя, 11 км на північний захід від Салерно.
Населення — 24 307 осіб (2014).
Щорічний фестиваль відбувається 31 січня. Покровитель — Кир Александрійський (San Ciro di Alessandria).

## Демографія
Населення за роками:

Станом на 1 січня 2023 року в муніципалітеті офіційно проживали 423 іноземці з 48 країн, серед них 75 громадян країн Євросоюзу та 146 громадян України.

## Сусідні муніципалітети
- Кава-де'-Тіррені
- Ночера-Інферіоре
- Роккап'ємонте
- Трамонті